# Karl Ferdinand Braun
Karl Ferdinand Braun (6. června 1850, Fulda, Německo – 20. dubna 1918, New York, USA) byl německý fyzik a nositel Nobelovy ceny.

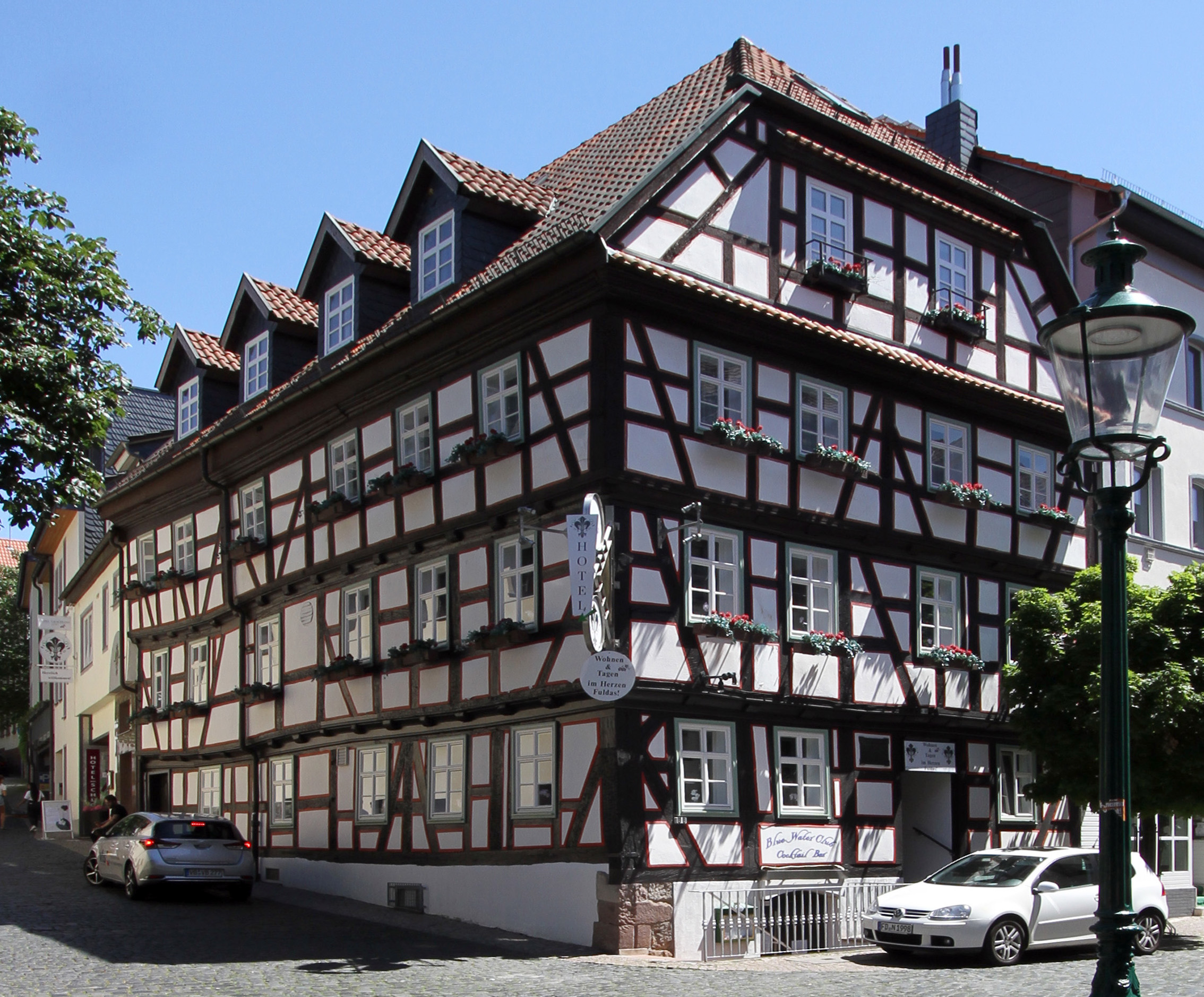
Rodiště Karla Ferdinanda Brauna ve Fuldě

Braun studoval na univerzitě v Marburgu a v Berlíně, kde získal titul v roce 1872; Dále se stal ředitelem Fyzikálního ústavu a profesorem fyziky ve Štrasburku (1895).
Jeho výzkumy se týkaly oscilace strun a elastických lan, dále vedení elektrického proudu v elektrolytech a mezi jinými i mechanické teorie tepla. Dalšími jeho příspěvky do fondu vědy bylo vypracování teoretických základů Le Chatelierova principu pohyblivé chemické rovnováhy, objev usměrňovacího účinku polovodičů (1874), konstrukce Braunovy trubice a oscilografu na principu katodových paprsků (1897). V následujících letech se věnoval bezdrátové telegrafii, což mu v roce 1909 přineslo Nobelovu cenu – druhou polovinu získal Guglielmo Marconi.